# Wanda Wiecha
  Wanda Wiecha    (Dillingen an der Donau, 14 de maig de 1946) va ser una jugadora de voleibol polonesa que va competir durant la dècada de 1960 i 1970.
El 1968 va prendre part en els Jocs Olímpics de Ciutat de Mèxic, on guanyà la medalla de bronze en la competició de voleibol.
En el seu palmarès també destaca la medalla de plata al Campionat d'Europa de 1967. Entre 1965 i 1971 jugà 95 partits amb la seva selecció. A nivell de clubs jugà al Wisła Kraków. Guanyà la lliga polonesa en tres ocasions, 1967, 1969 i 1970.